# Erich Naab
Erich Naab (* 26. Februar 1953 in Dahn) ist ein deutscher römisch-katholischer Theologe.

## Leben
Er studierte katholische Theologie in Eichstätt, Regensburg und Freiburg im Breisgau und lehrte ab dem 1. April 1976 bis 2018 als außerplanmäßiger Professor an der Universität Eichstätt-Ingolstadt Dogmatik und Dogmengeschichte. Der Vater von fünf Töchtern gründete den Eichstätter Diözesangeschichtsverein und ist seither Vorsitzender des Vereins.
Seine Forschungsschwerpunkte sind Ekklesiologie und Gnadenlehre, Augustinus, Thomas von Aquin, Joseph Ernst, Erich Przywara und Eichstätter Diözesangeschichte. Er verfasste zahlreiche Artikel im Biographisch-Bibliographischen Kirchenlexikon (BBKL).

## Werke (Auswahl)
- Das eine große Sakrament des Lebens. Studie zum Kirchentraktat des Joseph Ernst (1804–1869) mit Berücksichtigung der Lehrentwicklung in der von ihm begründeten Schule (= Eichstätter Studien. Neue Folge. Band 20). Pustet, Regensburg 1985, ISBN 3-7917-0951-8 (zugleich Dissertation, Eichstätt 1983/1984).
- Zur Begründung der Analogia entis bei Erich Przywara. Eine Erörterung (= Eichstätter Beiträge. Abteilung Philosophie und Theologie. Band 4). Pustet, Regensburg 1987, ISBN 3-7917-1030-3.
- (Hrsg.): Ex latere. Ausfaltungen communialer Theologie. Michael Seybold ... zur Vollendung des 60. Lebensjahres (= Extemporalia. Fragen der Theologie und Seelsorge. Band 12). Franz-Sales-Verlag, Eichstätt 1993, ISBN 3-7721-0153-4.
- (Hrsg.): Augustinus: Über Schau und Gegenwart des unsichtbaren Gottes. Texte (= Mystik in Geschichte und Gegenwart. Abteilung 1. Christliche Mystik. Band 14). Frommann-Holzboog, Stuttgart-Bad Cannstatt 1998, ISBN 3-7728-1934-6.
- Die Gegenwart Gottes in der Gnade. Universalität und Relation der Gnade nach Eichstätter Theologen im 19. Jahrhundert (= Eichstätter Studien. Neue Folge. Band 48). Pustet, Regensburg 2002, ISBN 3-429-01246-5 (zugleich Habilitationsschrift, Eichstätt 2001).
- mit Christoph Böttigheimer (Hrsg.): Den Glauben nicht beherrschen, doch eure Freude unterstützen (= Extemporalia. Fragen der Theologie und Seelsorge. Band 20). EOS-Verlag, Sankt Ottilien 2008, ISBN 978-3-8306-7330-9.